# Fabio Ciollaro

Bischofswappen von Fabio Ciollaro

Fabio Ciollaro (* 21. September 1961 in San Vito dei Normanni) ist ein italienischer Geistlicher und römisch-katholischer Bischof von Cerignola-Ascoli Satriano.

## Leben
Fabio Ciollaro studierte am Priesterseminar in Molfetta empfing am 14. Juni 1986 durch Erzbischof Settimio Todisco das Sakrament der Priesterweihe für das Erzbistum Brindisi.
Nach weiteren Studien an der Päpstlichen Fakultät Teresianum wurde er zum Dr. theol. promoviert. Neben verschiedenen Aufgaben in der Pfarrseelsorge und im Bildungsbereich war er Rektor des diözesanen Priesterseminars in Ostuni. Hier war er auch als Exerzitienleiter für Geistliche und Seminaristen tätig. Zwölf Jahre lang leitete er das diözesane Schulamt und das Diözesanverwaltungsamt im Erzbistum Brindisi-Ostuni. Ab 2003 gehörte er dem bischöflichen Rat, dem Konsultorenkollegium und dem Priesterrat an. Von September 2014 bis zu seiner Ernennung zum Bischof war er Generalvikar des Erzbistums Brindisi-Ostuni.
Am 2. April 2022 ernannte ihn Papst Franziskus zum Bischof von Cerignola-Ascoli Satriano. Die Bischofsweihe spendete ihm der Erzbischof von Brindisi-Ostuni, Domenico Caliandro, am 14. Juni desselben Jahres in seinem Geburtsort in der Kirche Santa Maria della Vittoria, in der er bereits zum Priester geweiht worden war. Mitkonsekratoren waren der emeritierte Kurienerzbischof Francesco Gioia OFMCap und der Erzbischof von Catania, Luigi Renna. Die Amtseinführung im Bistum Cerignola-Ascoli Satriano fand am 29. Juni 2022 statt.